# Maxime Chanot
Maxime Chanot (Nancy, 1989. november 21. –) francia születésű luxemburgi válogatott labdarúgó, az amerikai Los Angeles játékosa.

## Pályafutása
2000 és 2005 között az AS Nancy, majd a Reims csapatánál nevelkedett egy szezont. 2007 és 2009 között az angol Sheffield United játékosa lett, de 2008-ban kölcsönadták a Mansfield Town csapatának, ahol 5 bajnokin lépett pályára. 2009 novemberében kétéves szerződést kötött a francia élvonalbeli Le Mans csapatával, majd 2010-ben egy szezonra kölcsönbe került a Gueugnon együtteséhez. 2011-ben a belga WS Woluwe játékosa volt, itt 45 bajnokin és egy kupamérkőzésen lépett pályára. Következő csapata a szintén belga Beerschot volt, itt 9 tétmérkőzésen lépett pályára. 2013 és 2016 között a KV Kortrijk játékosa volt, ahol több mint 100 mérkőzésen képviselte a klubot. 2013. július 27-én az OH Leuven ellen debütált. 2016 nyarán több klub is érdeklődött iránta.
Július 16-án az amerikai New York City csapatához írt alá. Július 30-án a Colorado Rapids ellen debütált, a második félidőben Jefferson Mena cseréjeként. 2017. június 3-án megszerezte első gólját a bajnokságban a Philadelphia Union ellen.

## A válogatottban
2013. június 7-én lépett először pályára a luxemburgi labdarúgó-válogatott színeiben a 2014-es labdarúgó-világbajnokság selejtezőjében, amikor is Luc Holtz szövetségi kapitány kezdőként nevezte Azerbajdzsán ellen. A mérkőzés 1–1-es döntetlennel ért végett. 2014. június 14-én Olaszország ellen megszerezte első gólját a válogatott színeiben, a Marcantonio Bentegodi Stadionban lejátszott barátságos mérkőzés 1–1-re végződött. 2016. november 13-án Hollandia ellen léptek pályára a 2018-as világbajnokság-selejtezőjében és csapata egyetlen gólját szerezte meg a 3–1-re elvesztett találkozón.

### Góljai a válogatottban
2018. szeptember 11-i állapotnak megfelelően.
| #  | Dátum                | Helyszín                                           | Ellenfél    | Gól | Végeredmény | Verseny                                    |
| -- | -------------------- | -------------------------------------------------- | ----------- | --- | ----------- | ------------------------------------------ |
| 1. | 2014. június 14.     | Marcantonio Bentegodi Stadion, Verona, Olaszország | Olaszország | 1–1 | 1–1         | Barátságos mérkőzés                        |
| 2. | 2016. november 13.   | Stade Josy Barthel, Luxembourg, Luxembourg         | Hollandia   | 1–1 | 1–3         | 2018-as világbajnokság-selejtező           |
| 3. | 2018. szeptember 11. | San Marino Stadium, Serravalle, San Marino         | San Marino  | 1–0 | 3–0         | 2018–2019-es UEFA Nemzetek Ligája (D liga) |